# Monte Gemma
Il monte Gemma (1.457 m s.l.m.) è una montagna dei monti Lepini nell'Antiappennino laziale.
Si trova nel Lazio in provincia di Frosinone (Comune di Supino) a ridosso dei confini amministrativi della provincia di Latina (comune di Maenza) e della provincia di Roma (comune di Carpineto Romano).